# Belly (Rapper)

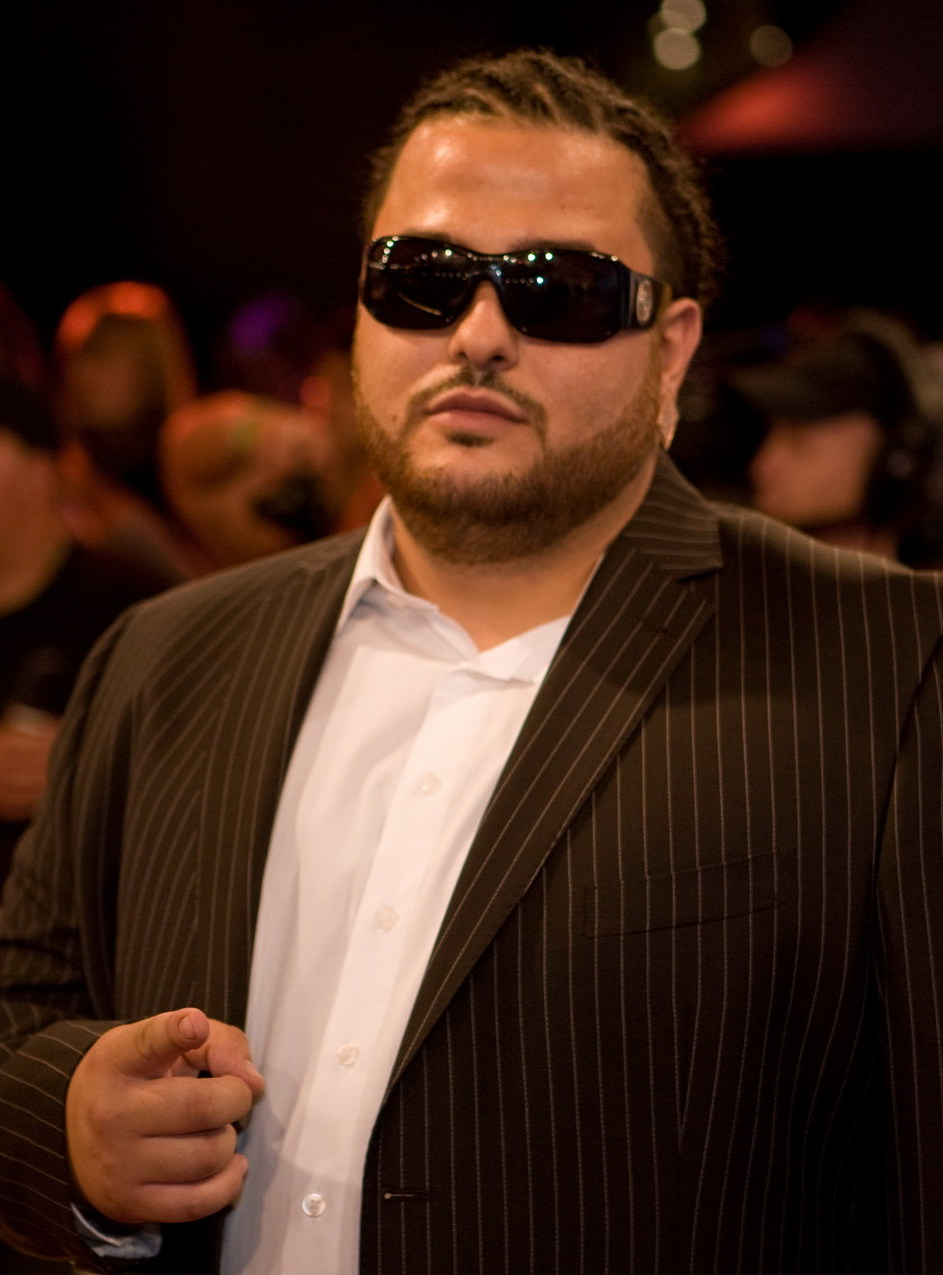
Belly (2008)

Belly (* 7. April 1984 in Dschenin; bürgerlich Ahmad Balshe, arabisch أحمد بلشي) ist ein palästinensisch-kanadischer Rapper und Songwriter.

## Leben
Ahmad Balshe wuchs zunächst im palästinensischen Dschenin auf. Seine Familie übersiedelte nach Ottawa, Kanada, um der Armut und der Gewalt in der Region zu entkommen, was ihr jedoch nicht gelang. Belly, der bereits im Alter von 13 Jahren als Drogendealer bekannt war, entwickelte ein Interesse für Hip-Hop und erarbeitete sich eine Reputation als MC. Seinen ersten Vertrag unterschrieb er bei CP Records. Er veröffentlichte einige Mixtapes und arbeitete eng mit bekannten DJs wie DJ Kay Slay, DJ Ill Will und Big Mike zusammen. 2007 erschien sein Debütalbum The Revolution. Das Album, das sich mit dem Israelisch-Palästinensischen Konflikt beschäftigt, wurde in Kanada mit einer Goldenen Schallplatte ausgezeichnet. Als Featuregäste waren Ginuwine, Nina Sky, Kurupt und Mario Winans vertreten. Für das Album erhielt er einen Juno Award für das beste Rap-Album.
2009 erschien die Mixtape-Kompilation Belly & Kurupt The Lost Tapes 2008, die eine Reihe von Songs enthielt, die er zusammen mit Kurupt ausgearbeitet hatte.
Im April 2012 folgte sein zweites Album Sleepless Nights 1.5. Die erste Single Hot Girl hatte ein Feature mit Snoop Dogg.
2015 unterschrieb er einen Vertrag mit Jay-Zs Roc Nation. Im gleichen Jahr war er als Songwriter für The Weeknd tätig. Auf dessen Album Beauty Behind the Madness war er am Songwriting von insgesamt sechs Liedern beteiligt. Für Earned It aus dem Film Fifty Shades of Grey erhielt er eine Oscar-Nominierung.
Im Mai 2016 veröffentlicht er sein drittes Album Another Day In Paradise, welches 12 Tracks beinhaltet.

## Diskografie

### Alben
- 2007: The Revolution (CP Records, CA: Gold)
- 2012: Sleepless Nights 1.5 (CP Records)
- 2016: Another Day In Paradise (Roc Nation Records)
- 2016: Inzombia (Roc Nation)
- 2017: Mumble Rap (Roc Nation)
- 2018: Dove (Roc Nation)
- 2021: See You Next Wednesday (Roc Nation)

### Singles
- 2007: Pressure (feat. Ginuwine)
- 2007: Don’t Be Shy (feat. Nina Sky)
- 2007: I’m the Man (feat. Kurupt)
- 2007: Ridin’ (feat. Mario Winans)
- 2008: Get to Know You (feat. Keshia Chanté)
- 2009: Hot Girl (feat. Snoop Dogg)
- 2011: To the Top (feat. Ava)
- 2011: Back Against the Wall (feat. Kobe)
- 2011: I Drink, I Smoke (feat. Snoop Dogg)
- 2011: Purple Drugs
- 2011: Num8ers
- 2011: Hartwin Cole (feat. Faber Drive)
- 2012: 1200 (feat. Juicy J)
- 2015: Might Not (feat. The Weeknd, CA: ×3Dreifachplatin )
- 2015: No Option
- 2016: It’s All Love (feat. Starrah)
- 2016: Money Go (feat. Travis Scott)
- 2016: Ballerina (CA: Platin)
- 2016: Exotic (feat. Waka Flocka Flame)
- 2016: You (feat. Kehlani)
- 2016: Another Day in Paradise
- 2016: Favorite Color
- 2016: God Bless
- 2016: Barely Sober (feat. Lil Wayne)
- 2016: Amsterdam
- 2016: Zanzibar (feat. Juicy J)
- 2016: Angels & Demons (feat. B-Real)
- 2018: What You Want (feat. The Weeknd, CA: Platin)
- 2018: Maintain (feat. Nav, CA: Gold)
- 2019: Man Listen (CA: Gold)
- 2021: Better Believe (feat. The Weeknd & Nas; #10 der deutschen Single-Trend-Charts am 30. Juli 2021[7])

Als Gast
- 2006: Rush the Floor von Massari
- 2006: Don’t Let Go von Massari
- 2008: Private Dancer von Danny Fernandes
- 2010: Automatic von Danny Fernandes
- 2011: Hit Me Up von Danny Fernandes
- 2011: In Your Arms von Mia Martina
- 2011: Turn It Up von Mia Martina
- 2017: You Found Me von DVBBS

### Offizielle Mixtapes
- 2005: DJ Kool Kid Presents: Death Before Dishonor: Vol. 1
- 2006: DJ Kay Slay Presents: Death Before Dishonor: Vol. 2
- 2007: Big Mike Presents: Death Before Dishonor: Vol. 3
- 2009: DJ Smallz Presents: Back for the First Time Vol. 1
- 2011: DJ Ill Will Presents: Sleepless Nights
- 2011: DJ Ill Will Presents: Belly & Kurupt The Lost Tapes 2008
- 2011: DJ Drama Presents: The Greatest Dream I Never Had
- 2015: Up for Days